# Ary França
Ary França (São Paulo, 7 de junho de 1957) é um ator brasileiro. Iniciou sua carreira no teatro de São Paulo, tendo participado das seguintes companhias: CPT - Centro de Pesquisa Teatral, Pod Minoga e Teatro do Ornitorrinco. França é também diretor teatral.

## No teatro
- 1989 O Doente Imaginário, de Molière, direção de Cacá Rosset - Teatro do Ornitorrinco. No elenco: Christiane Tricerri, José Rubens Chachá, Rubens Caribé, Edson Cordeiro e outros.
- 1991 Sonho de Uma Noite de Verão, de William Shakespeare, direção de Cacá Rosset - Teatro do Ornitorrinco. No elenco: Christiane Tricerri, José Rubens Chachá, Rubens Caribé, Mário César Camargo, Tácito Rocha, Gerson Steves, Élida Marques e outros.
- 1999 O Que o Mordomo Viu, de Joe Orton, direção de Marcos Daud
- 2004 Arsênico e Alfazema, de Joseph Kesselring, direção de Alexandre Reinecke
- 2005 O Santo e a Porca, de Ariano Suassuna, direção de Alexandre Reinecke
- 2005 O Estrangeiro, de Larry Shue, direção de Alexandre Reinecke
- 2006 Gata Borralheira, de Tony Brandão, direção de Débora Dubois
- 2006 Ricardo III, de William Shakespeare, direção de Jô Soares. No elenco: Glória Menezes, Ilana Kaplan, Marco Ricca, Denise Fraga e outros.
- 2008-2010 A Alma Boa de Setsuan, de Bertolt Brecht, direção de Marco Antonio Braz. No elenco: Denise Fraga, Marcos Cesana, Cláudia Mello, Joélson Medeiros e outros.

## Na televisão

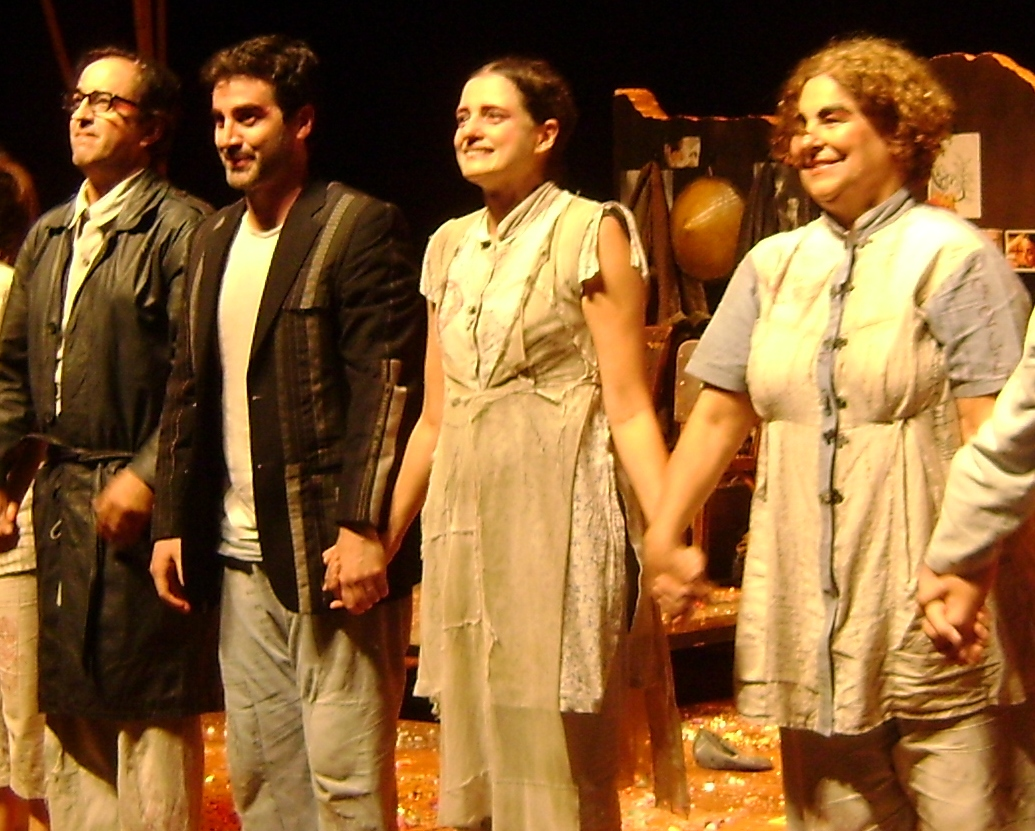
O ator junto com parte do elenco da peça A Alma Boa de Setsuan.

| Ano  | Título                    | Personagem                          | Nota                                                    |
| ---- | ------------------------- | ----------------------------------- | ------------------------------------------------------- |
| 1983 | Pão Pão Beijo Beijo       | Epaminondas                         |                                                         |
| 1984 | Livre Para Voar           | Arthur                              |                                                         |
| 1997 | A Comédia da Vida Privada | Frank Soares                        | Episódio: A Voz do Coração                              |
| 1999 | Andando nas Nuvens        | Juvenal                             | [ 3 ]                                                   |
| 2001 | Disney Cruj               | Paracleto                           | 2001-2002                                               |
| 2003 | Chocolate com Pimenta     | Epaminondas                         |                                                         |
| 2004 | A Diarista                | Olimpo                              | 2004-2005 2 episódios                                   |
| 2007 | Sete Pecados              | Lineu                               |                                                         |
| 2008 | Toma Lá, Dá Cá            | Beraldo                             | Episódio: "Dª Rita, a Solteira"                         |
| 2008 | Casos e Acasos            | Adriano                             | Episódio: "O Papai Noel, a Perna Quebrada e o Presépio" |
| 2009 | Som & Fúria               | Bárbaro                             |                                                         |
| 2010 | Escrito nas Estrelas      | Valdemar Conceição Filho (Filhinho) |                                                         |
| 2011 | Morde & Assopra           | Dorival                             |                                                         |
| 2012 | A Grande Família          | Delegado Lima                       | Episódio: "A Honra dos Silva"                           |
| 2014 | 3 Teresas                 | Arnaldo                             |                                                         |
| 2017 | Vade Retro                | Advogado de Lucy                    |                                                         |
| 2018 | Samantha!                 | Zé Cigarrinho                       |                                                         |
| 2020 | Coisa Mais Linda          | Jurado do concurso de cantoras      |                                                         |
| 2020 | O Dono do Lar             | Astolfo                             |                                                         |
| 2022 | O Rei da TV               | Pedro de Lara                       |                                                         |
| 2023 | Novela                    | Otto/Romeu                          |                                                         |
| 2023 | Notícias Populares        | Conrad                              |                                                         |
| 2023 | No Corre                  | Haroldo                             | Episódio: "O Golpe Tá Aí"                               |
| 2025 | A Caverna Encantada       | Inspetor Severo                     | Capítulos 130 e 131                                     |

## Em Cinema
| Ano  | Título                              | Personagem      |
| ---- | ----------------------------------- | --------------- |
| 1990 | Beijo 2348/72                       |                 |
| 1993 | Capitalismo Selvagem                | Zelador         |
| 1994 | Lumpet                              | Mendigo         |
| 1996 | Um Homem Sério                      | Hilário Pestana |
| 1996 | Dumbo & Jumbo, Dois Bobos em Apuros | Dumbo           |
| 1996 | Child's Play                        |                 |
| 1997 | Ed Mort                             | Adroaldo        |
| 1998 | Amor & Cia                          | Medeiros        |
| 2001 | O Xangô de Baker Street             | Haroldo         |
| 2002 | Durval Discos                       | Durval          |
| 2005 | Manual Para Atropelar Cachorro      | Giba            |
| 2016 | Dumbo & Jumbo 2                     | Dumbo           |
| 2017 | A Comédia Divina                    | Aiatolá         |
| 2018 | Uma Quase Dupla                     | Moacyr          |
| 2019 | Sai de Baixo - O Filme              | Heleno          |
| 2021 | 45 do Segundo Tempo                 | Mariano         |
| 2024 | Saideira                            | Enéas           |